# Obwód Powiat Warszawski Armii Krajowej

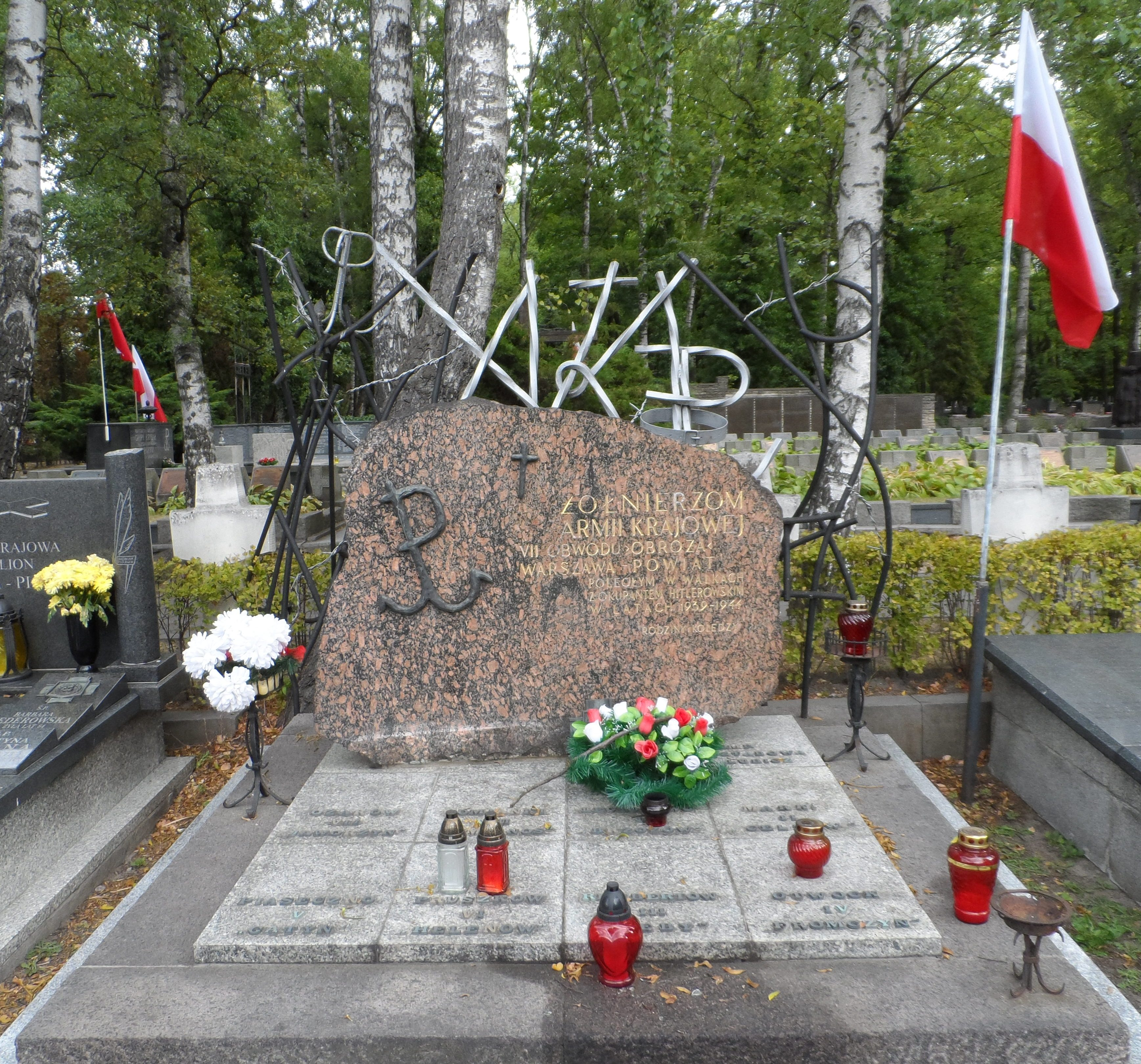
Pomnik ku czci żołnierzy „Obroży” na Powązkach Wojskowych

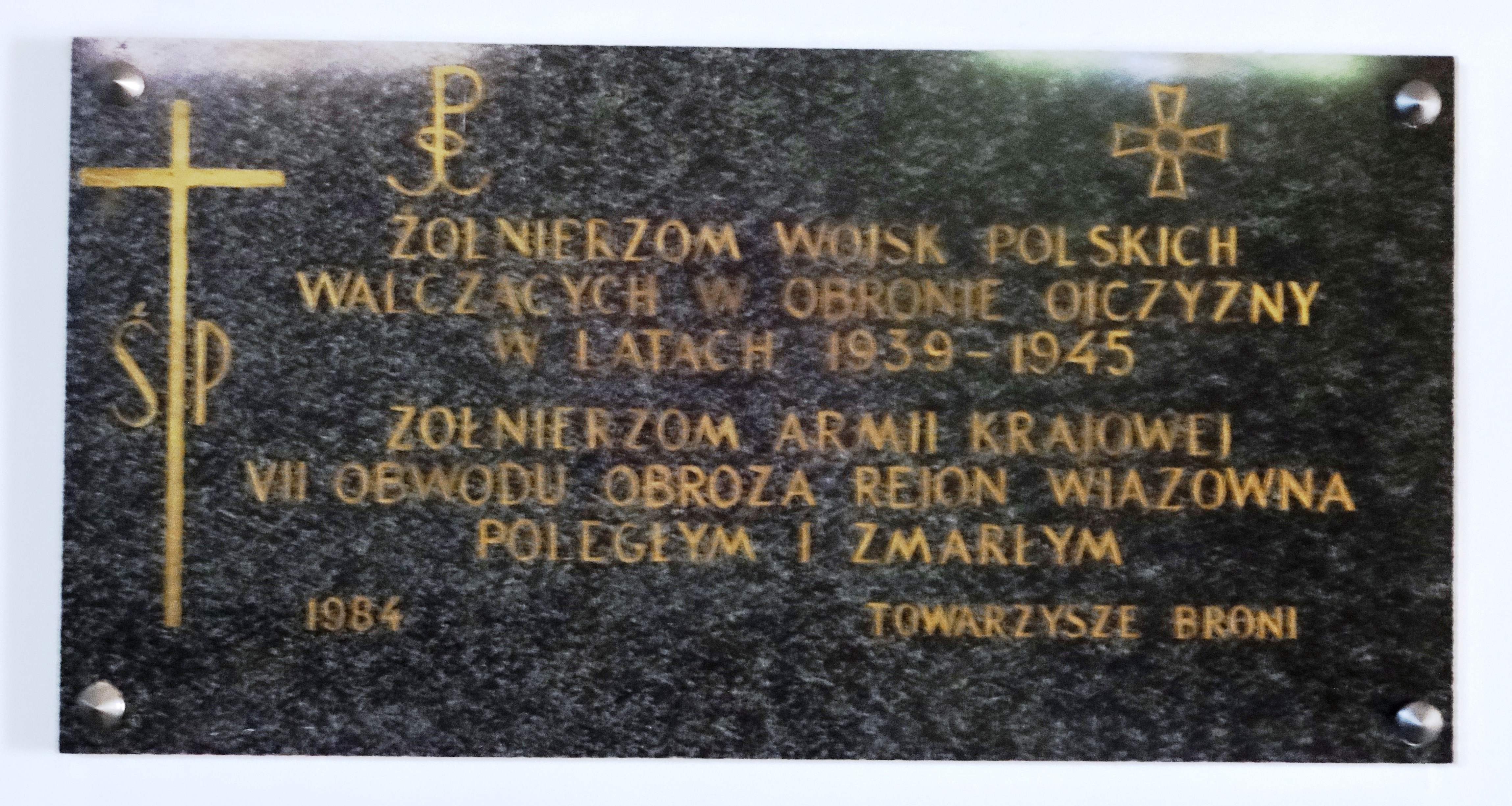
Tablica w kościele św. Wojciecha w Wiązownie

Obwód VII „Obroża” – kryptonimy: „Koleba”” (w ramach ZWZ/AK), „XXVII” (od 15 czerwca 1944), „VII” (od 9 sierpnia 1944), „Wrona” – jednostka terytorialna Okręgu Warszawskiego Armii Krajowej, obejmująca teren powiatu warszawskiego, działająca w konspiracji w okresie okupacji niemieckiej w Polsce oraz walczącego w powstaniu warszawskim.

## Dowództwo Obwodu
Dowódcami Obwodu byli:
- mjr Kazimierz Krzyżak ps. „Bronisław” (od grudnia 1940 do października 1944);
- mjr Edmund Krzywda-Rzewuski ps. „Paweł” (październik 1944);
- ppłk Roman Kłoczkowski ps. „Grosz” (październik 1944- styczeń 1945)[2].

Zastępcą lekarza naczelnego był podporucznik rezerwy Edward Drescher.

## Organizacja
Obwód działał od 1940 obejmując zasięgiem teren ówczesnego powiatu warszawskiego, okalającego ze wszystkich stron Warszawę. Przez cały czas konspiracji dowódcą obwodu był mjr Kazimierz Krzyżak ps. „Bronisław”, „Kalwin”.
Obwód był podzielony na rejony:
- Rejon I – „Marianowo – Brzozów” – Legionowo – dowódca mjr Roman Kłoczkowski ps. „Grosz”;
- Rejon II – „Celków” – Marki – dowódca mjr Henryk Okińczyc ps. „Bill”;
- Rejon III – „Dęby” – Rembertów;
- Rejon IV – „Fromczyn” – Otwock – dowódcy: Mieczysław Sawicki „Maciej”. rtm. Edmund Grunwald „Jarema”. por. Antoni Dorożyński „Michał” i kpt. Stanisław Szulc „Kania”;
- Rejon V – „Gątyń” - Piaseczno – dowódca kpt. Marian Bródka-Kęsicki ps. „Grzegorz”;
- Rejon VI – „Helenów” – Pruszków;
- Rejon VII – „Jelsk – Jaworzyn” - Ożarów Mazowiecki – dowódca mjr Edmund Grunwald ps. „Jarema”;
- Rejon VIII – „Łęgów” – Młociny – dowódca kpt. Józef Krzyczkowski ps. „Szymon”;
- Rejon IX – „Lubicz" – Warszawa.

Wiosną 1944 w obwodzie było zorganizowanych 176 plutonów liniowych, specjalistycznych i służb pomocniczych w liczbie ok. 10 tys. ludzi.

## Zadania na wypadek wybuchu powstania
- Działania wojskowe uniemożliwiające Niemcom sprowadzenie posiłków dla garnizonu warszawskiego;
- Organizacja i zabezpieczenie zaplecza powstania w postaci szpitali, miejsc zrzutów, zaopatrzenia stolicy w broń, organizacji obozów jenieckich itp.

## Szlak bojowy
I Rejon Legionowo 1 sierpnia 1944 r. przystąpił do działań powstańczych, w których pierwszego dnia walk wzięło udział 860 osób. Około godziny 18.00 pod Chotomowem wykolejono niemiecki pociąg budowalny Bauzug, stoczono walkę z jego obsadą i zdobyto wyposażenie wagonu medycznego. W tym samym czasie żołnierze 2. i 4. Kompanii wkroczyli do opuszczonych przez Niemców koszar i po zbudowaniu barykad blokujących przejazd do Zegrza i Strugi stoczyli nocne walki w ich obronie. 
2 sierpnia 1944 r. prowadzono całodniowe walki o utrzymanie kontroli nad szosą Jabłonna-Zegrze. 
3 sierpnia 1944 r. W rejon Chotomowa Niemcy wysłali improwizowany pociąg pancerny i rozpoczęli akcję pacyfikacyjną w odwecie za wykolejenie pociągu pierwszego dnia powstania. Walkę w obronie ludności cywilnej stoczyła 3. Kompania i plutony ściągnięte znad szosy warszawskiej. Bitwa trwała około 8 godzin i skończyła się wycofaniem Niemców, którzy uprowadzili ze sobą dużą grupę mieszkańców Legionowa i Chotomowa. 
4. sierpnia 1944 r. na wieść o zakończeniu powstania na warszawskiej Pradze zakończono działania zbrojne na terenie Legionowa i zdemobilizowano nieuzbrojonych żołnierzy. Utworzono 280-osobowy batalion ppor. Bolesława Szymkiewicza „Znicza”, który prowadził w sierpniu działania partyzanckie w lasach na wschód od Legionowa. 
8 września 1944 r. batalion ten przeprawił się na lewy brzeg Wisły i wziął udział w walkach Zgrupowania Kampinos. 
W II rejonie walki również trwały tylko przez kilka pierwszych dni sierpnia. Oddziały walczyły z miejscowym garnizonem niemieckim i współdziałały z pancerną czołówką Armii Czerwonej na odcinku Wołomin – Struga. Po wycofaniu się oddziałów radzieckich kontynuowanie walki stało się niemożliwe.
W III rejonie oddziały bojowe stawiły się na przewidziane miejsca koncentracji. Wobec dużego nasycenia terenu jednostkami niemieckimi nie rozwinięto planowanych akcji bojowych. Rozdzielenie jednostek „Obroży” przez front, który zatrzymał się i ustabilizował w połowie terenu III. Rejonu, skutkowało po okupowanej przez Niemców stronie niedosytem walki. Prowadzono działania wywiadowczo rozpoznawcze i utrzymywano kontakt z VI obwodem. Po nawiązaniu kontaktu z walczącymi na Grochowie oraz Saskiej Kępie przeprawiono przez Wisłę 7 dużych transportów ludzi i sprzętu w okresie od 19 do 29 sierpnia 1944 r. na Sadybę i Mokotów. 
W nocy z 22 na 23 sierpnia rozpoczęła się seria regularnych transportów ludzi oraz broni, amunicji i benzyny z Grochowa i magazynów Saskiej Kępy przez Wisłę, Siekierki, Sadybę na Mokotów. Akcja ta była prowadzona przez tydzień przez dwóch przewodników: plut. pchor. Jana Manieckiego „Janka" i pchor. „Tomka". W sumie przetransportowano około 180 osób. Podczas ostatniej z przepraw pchor. „Janek” zginął na skutek wybuchu miny. 
W nocy z 31 sierpnia na 1 września przeprawiła się przez Wisłę na Sadybę i dalej na Mokotów grupa żołnierzy z Rembertowa. Był to Oddział Dywersji Bojowej (ODB) pod dowództwem sierż. pchor. Janusza Kustowskiego „Dżemsa", który omijając Jeziorko Czerniakowskie, dociera do pl. Bernardyńskiego, a stąd ul. Idzikowskiego do Królikarni, gdzie wcielony do oddziału Specjalnego V pułku „Baszta” jako 4. pluton – walczy do końca Powstania. 
Kilkunastoosobowa grupa żołnierzy, pod dowództwem pchor. Czesława Nalewajko ps. „Cimurak” przepłynęła wpław Wisłę i włączyła się do walki w pułku „Baszta”.
Żołnierze którzy przybyli na Mokotów z Rejonu III „Obroży” weszli w skład plutonu 686 „Grochów”, z uwagi na stosunkowo dobre uzbrojenie w broń maszynową (głównie steny produkcji własnej). Byli kierowani po krótkim odpoczynku do różnych oddziałów na Dolnym Mokotowie. 
Rejon IV został, w wyniku ustabilizowania się frontu w rejonie Radości, podzielony na dwie części:
- Część północna znalazła się na bezpośrednim zapleczu skoncentrowanych sił niemieckich;
- Część południowa została oswobodzona przez oddziały radzieckie.

W części północnej plutony powstańcze nie podjęły działań zbrojnych.
W części południowej działania skierowano na pomoc nadciągającym żołnierzom 27. Wołyńskiej Dywizji AK. We wrześniu udzielano pomocy medycznej powstańcom ze zgrupowania „Kryska”, którym udało się przepłynąć z przyczółka czerniakowskiego na brzeg praski.
Rejon V obejmował lasy chojnowskie, które stały się miejscem koncentracji jednostek „Obroży”. jak i oddziałów z Ochoty i Mokotowa, które nie wykonały zadań bojowych na własnym terenie. Dowódca obwodu „Ochota” ppłk Mieczysław Sokołowski ps. „Grzymała”, który wraz z jednostkami liniowymi wycofał się do rejonu V, zdecydował o podjęciu natarcia na Wilanów w kierunku Sadyby, które miało na celu połączenie się z oddziałami walczącymi w Warszawie. Natarcie nie powiodło się. W Wilanowie poległ ppłk „Grzymała”. Na Sadybę przebiła się jedynie kompania dowodzona przez ppor. Stanisława Milczyńskiego ps. „Gryf”. Pozostałe pododdziały obwodu wycofały się w rejon lasów chojnowskich.
Jednostki Rejonu VI skoncentrowały się w lasach sękocińskich, ale poza lokalnymi walkami nie podjęły większych działań bojowych. Wojskowa Służba Kobiet nawiązała łączność z dowództwem obwodu Śródmieście. Prowadzono też pomoc dla internowanych w Pruszkowie mieszkańców Warszawy i żołnierzy powstańczych.
W Rejonie VII skoncentrowały się znaczne siły niemieckie. W Ożarowie stacjonował sztab gen. Ericha von dem Bacha. Uniemożliwiło to powstańcom podjęcie działań zbrojnych. Mjr „Jarema” sformował kompanię, która przeszła do Puszczy Kampinoskiej i podporządkowała się dowództwu grupy „Kampinos”.
Rejon VIII był terenem operacyjnym grupy „Kampinos”.